# تنهایی نوشیدن
تنهایی نوشیدن (انگلیسی: Drinking Solo; کره‌ای: 혼술남녀) یک مجموعه تلویزیونی محصول کره جنوبی سال ۲۰۱۶ با بازی ها سوک جین و پارک ها سون است. این مجموعه از ۵ سپتامبر تا ۲۵ اکتبر ۲۰۱۶، روزهای دوشنبه و سه‌شنبه، ساعت ۲۳:۰۰ (کی‌اس‌تی) از تی‌وی‌ان برای ۱۶ قسمت پخش شد.